# 李铨 (少将)

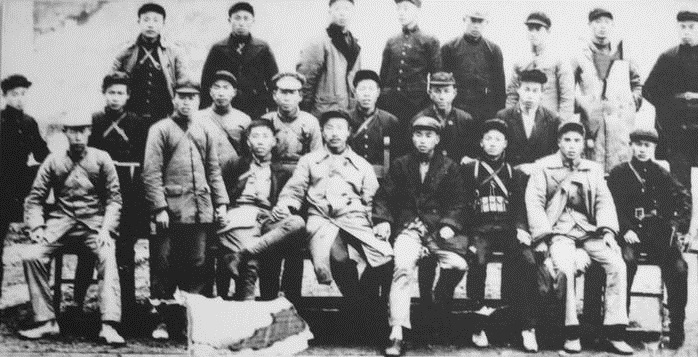
1935年11月29日，中国工农红军第六军团的幹部在長征至湖南新化合影。前排左起：周仁杰（紅十六師師長）、李銓（军团政治部宣传部部长）、王震（军团政委）、夏曦（军团政治部主任）、萧克（軍團長）。

李铨（1912年—1968年）江西省吉安县万福镇人，中国人民解放军开国少将。

## 生平
1929年，李铨加入中国共产主义青年团。1930年转入中国共产党。1930年参加中国工农红军。历任红二十军一七三团连指导员，湘赣独立一师一团干事，红六军团十七师四十九团政治处技术书记，没收委员会主任，特务团副政委、政委、十八师政治部主任、教导团政委，军团政治部宣传部部长，红二方面军随营学校政治部副主任。先后参加过湘赣苏区、湘鄂川黔苏区反“围剿”战斗，并参加长征。
抗日战争时期，李铨历任八路军一二〇师三五九旅七一八团、七一七团政委、旅副政委。1944年冬，随同八路军南下支队南进至湘粤边地区。1945年日本投降之后，向北返回中原地区。1946年，参加中原突围，任三五九旅政委。后来转战来到陕甘宁边区，任西北野战军第二纵队解放旅旅长兼政委，先后参加了晋西南战役、汾（阳）孝（义）战役、青化砭战役、羊马河战役、蟠龙战役、沙家店战役、宜川战役、西府战役等战役。
中华人民共和国成立后，李铨起初任第二军五师政委。1949年12月至1951年，任第二十二兵团政治部主任。1953年至1954年10月，任第五军政委。还曾任中共伊犁区委书记。1954年10月至1956年8月，任伊犁军区政委。1956年10月至1959年12月，任新疆军区副政委。后任中共新疆维吾尔自治区委书记处书记。1955年授予少将军衔，获一级八一勋章，二级独立自由勋章、一级解放勋章。李铨是中国共产党第七次全国代表大会代表。
1968年，李铨在乌鲁木齐市病逝。